# Israël aux Jeux paralympiques
Israël a participé à toutes les éditions des Jeux paralympiques d'été depuis les premiers Jeux en 1960 à Rome. Contrastant avec les résultats médiocres d'Israël aux Jeux olympiques, les athlètes israéliens ont remporté 380 médailles aux Jeux paralympiques, dont 124 en or. L'athlète Zipora Rubin-Rosenbaum a notamment remporté vingt-et-une médailles dont onze en or entre 1964 et 1988, principalement en lancer de javelot, de disque et de poids, tandis que le nageur Uri Bergman obtient douze médailles dont onze en or de 1976 à 1988.
Israël est le pays hôte des Jeux paralympiques d'été de 1968 à Tel Aviv, et s'y classe troisième au tableau des médailles. Le pays participe pour la première fois à des Jeux paralympiques d'hiver en 2022.

## Médailles par année
| Année                               | Médaille d'or, Jeux paralympiques | Médaille d'argent, Jeux paralympiques | Médaille de bronze, Jeux paralympiques | Total | Rang |
| 1960 Rome                           | 0                                 | 2                                     | 2                                      | 4     | 16e  |
| 1964 Tokyo                          | 7                                 | 3                                     | 11                                     | 21    | 7e   |
| 1968 Tel-Aviv                       | 18                                | 21                                    | 23                                     | 62    | 3e   |
| 1972 Heidelberg                     | 9                                 | 10                                    | 9                                      | 28    | 8e   |
| 1976 Toronto                        | 40                                | 13                                    | 16                                     | 69    | 3e   |
| 1980 Arnhem                         | 13                                | 18                                    | 15                                     | 46    | 12e  |
| 1984 Stoke Mandeville 1984 New York | 11                                | 21                                    | 12                                     | 44    | 19e  |
| 1988 Séoul                          | 15                                | 13                                    | 17                                     | 45    | 18e  |
| 1992 Barcelone                      | 2                                 | 4                                     | 5                                      | 11    | 34e  |
| 1996 Atlanta                        | 0                                 | 4                                     | 5                                      | 9     | 52e  |
| 2000 Sydney                         | 3                                 | 2                                     | 1                                      | 6     | 37e  |
| 2004 Athènes                        | 4                                 | 4                                     | 5                                      | 13    | 32e  |
| 2008 Pékin                          | 0                                 | 5                                     | 1                                      | 6     | 53e  |
| 2012 Londres                        | 1                                 | 2                                     | 5                                      | 8     | 45e  |
| 2016 Rio de Janeiro                 | 0                                 | 0                                     | 3                                      | 3     | 74e  |
| 2020 Tokyo                          | 6                                 | 2                                     | 1                                      | 9     | 22e  |
| 2024 Paris                          | 4                                 | 2                                     | 4                                      | 10    | 29e  |
| Total                               | 133                               | 127                                   | 134                                    | 394   | 15e  |

| Année            | Médaille d'or, Jeux paralympiques | Médaille d'argent, Jeux paralympiques | Médaille de bronze, Jeux paralympiques | Total | Rang |
| 2022 Pyeongchang | 0                                 | 0                                     | 0                                      | 0     | -    |
| Total            | 0                                 | 0                                     | 0                                      | 0     | -    |